# John Peyton
John Wynne William Peyton, Baron Peyton of Yeovil, Privy Council (PC), (* 13. Februar 1919; † 22. November 2006) war ein britischer konservativer Politiker, Abgeordneter des Unterhauses sowie von 1970 bis 1974 Verkehrsminister im Kabinett von Edward Heath.

## Biografie

### Studium, Zweiter Weltkrieg und Unterhausabgeordneter
Während der Schulausbildung am Eton College war er auch Mitglied des Offizierstrainingskorps und als solches auch Angehöriger der Ehrengarde beim Staatsbegräbnis von König Georg V. 1936. Anschließend absolvierte er ein Studium der Rechtswissenschaften am Trinity College (Oxford) von 1937 bis 1939. Nach dem Ausbruch des Zweiten Weltkrieges trat er als Soldat der 15th/19th The King’s Royal Hussars und kam mit diesen als Teil der British Expeditionary Force zum Einsatz in Frankreich. Im Mai 1940 geriet er in Belgien in deutsche Kriegsgefangenschaft und befand sich bis Frühjahr 1945 in Kriegsgefangenenlager in Laufen (Salzach), Warburg, Eichstätt sowie Moosburg an der Isar, wo er schließlich von US-Truppen befreit wurde.
Im Anschluss daran setzt er sein Studium der Rechtswissenschaften fort und wurde noch 1945 zum Barrister berufen. Zwischen 1946 und 1947 war er Mitarbeiter von Walter Monckton, 1. Viscount Monckton of Brenchley, einem späteren Verteidigungsminister und damaligen Berater des Nizam von Hyderabad, bei den Verhandlungen zur Unabhängigkeit von Indien. Nach seiner Rückkehr wurde er Versicherungsbroker bei Lloyd’s of London, ehe er eine politische Laufbahn begann.
1950 kandidierte er zunächst erfolglos als Mitglied der Conservative Party in Bristol Central, einem sicheren Wahlkreis der Labour Party. Bereits ein Jahr später wurde er bei der Wahl vom 25. Oktober 1951 zum Mitglied des House of Commons (Unterhaus) gewählt, wo er bis 1983 die Interessen des Wahlkreises Yeovil vertrat. Zwischen 1952 und 1958 war er Parlamentarischer Privatsekretär von Nigel Birch, der in den Kabinetten von Winston Churchill, Anthony Eden und Harold Macmillan mehrere „Juniorministerposten“ bekleidete. Als dieser 1956 während der Suezkrise Staatssekretär für Luftfahrt war, gehörte Peyton mit zum engeren Beraterstab der Regierung Eden. Zwischen 1962 und 1964 war er in den Kabinetten von Macmillan und Alec Douglas-Home Parlamentarischer Sekretär des Staatssekretärs für Energie. Im Anschluss daran blieb er bis 1966 Sprecher der Opposition für Energie.

### Verkehrsminister und erfolglose Kandidatur als Vorsitzender der Konservativen
Nach den Unterhauswahlen von 1970 wurde er von Premierminister Edward Heath am 19. Juni 1970 zum Verkehrsminister in dessen Kabinett berufen. Damit gehörte er zu den sechs Mitgliedern des sogenannten „Montagsclubs“, einer rechtsgerichteten Gruppe innerhalb der Konservativen Partei, in der Regierung. Nach der Zusammenlegung mit dem Umweltministerium war er von Oktober 1970 bis zur Unterhauswahl im Oktober 1974 Minister für Transportindustrie im Umweltministerium. Während seiner Amtszeit als Minister kam es 1972 zum Konkurs der Werften des Mersey Docks and Harbour-Behörde und anschließend Neugründung als Gesellschaft (Company) sowie zur Privatisierung von Thomas Cook and Son, der Reiseagentur der Eisenbahngesellschaft British Rail. Als Minister setzte er sich auch für den Ausbau der Autobahnen (Motorways) ein. Darüber hinaus kam es während seiner Amtszeit zur Einführung der Helmpflicht für Motorradfahrer sowie der Gurtpflicht für Autofahrer. Schließlich regte er mit der Vorlage eines sogenannten Grünbuchs 1973 die Diskussion um den Bau des Eurotunnels neu an.
Nach der Wahlniederlage von Heath wurde er Schatten-Oppositionsführer im Unterhaus. Nach dem Heath am 4. Februar 1975 im 1. Wahlgang um die Wahl als Vorsitzender der Conservative Party gegen seine Herausforderin Margaret Thatcher unterlag, trat er im 2. Wahlgang am 11. Februar 1975 gegen diese als Gegenkandidat an. Allerdings unterlag er Thatcher und erzielte nach Thatcher (146 Stimmen) und dem von Heath favorisierten William Whitelaw (79 Stimmen) sowie Geoffrey Howe und James Prior (jeweils 19 Stimmen) lediglich 11 Stimmen und damit den letzten Platz der fünf Kandidaten des zweiten Wahlgangs. Dem daraufhin von Thatcher gebildeten Schattenkabinett gehörte er als Landwirtschaftsminister an. Als ihm Thatcher nach dem Sieg der Konservativen bei den Unterhauswahlen vom 3. Mai 1979 das Amt des Verkehrsministers anbot, lehnte er die Annahme seines früheren Ministerpostens ab und war damit das einzige Mitglied des Schattenkabinetts, das kein Ministeramt in der neu gebildeten Regierung übernahm. Bei den Unterhauswahlen 1983 verzichtete er auf eine erneute Kandidatur, so dass es zu einem Wahlsieg durch den liberalen Kandidaten Paddy Ashdown kam.
Am 5. Oktober 1983 wurde er als Baron Peyton of Yeovil in den Adelstand erhoben. Auch als solcher vertrat er weiterhin rechtsgerichtete Ansichten, sprach sich jedoch gegen die Todesstrafe aus und war auch maßgeblicher Gegner der Privatisierung der Eisenbahnindustrie unter John Major 1990. Daneben sprach er sich maßgeblich für eine Reform des House of Lords (Oberhaus) aus, die eine Einführung einer gänzlich gewählten Zweiten Parlamentskammer vorsieht und Einklang im House of Lords Act 1999 gefunden hat.
Nach seiner politischen Laufbahn war er für mehrere Unternehmen tätig und unter anderem zwischen 1974 und 1990 Vorstandsvorsitzender der britischen Niederlassung von Texas Instruments sowie von 1987 bis 1991 Vorstandsvorsitzender von British Aluminium. Schließlich war er zwischen 1984 und 1991 auch Schatzmeister der Zoological Society of London.
2002 wurde ihm von der University of East Anglia die Ehrendoktorwürde eines „Doctor of Letters“ (Litt. D.) verliehen.

## Veröffentlichungen
- „Without Benefit of Laundry“ (Autobiografie), 1997
- „Solly Zuckerman: a scientist out of the ordinary“ (Biografie), London, Murray 2001; ISBN 0-7195-6283-X.

## Quelle
- „The International Who's Who“, 2003, ISBN 1-85743-217-7.
- „Lord Peyton of Yeovil. Tory minister who advised Edward Heath to go like a good sport after his defeat by Margaret Thatcher“, Nachruf THE TIMES 24. November 2006
- „Lord Peyton of Yeovil. Supreme parliamentary tactician“, Nachruf THE INDEPENDENT, 25. November 2006